# Ipersessualità
L'ipersessualità o dipendenza sessuale è un disturbo psicologico e comportamentale nel quale il soggetto sperimenta una necessità patologica ossessiva di avere rapporti sessuali o comunque di pensare al sesso, e ha quindi una dipendenza dall'attività sessuale (analoga a quella che si può avere per un qualsiasi tipo di droga).

## Definizione
Il disturbo da ipersessualità ha solo di recente trovato una classificazione all'interno dell'ICD-11 (International Classification of Desease for Mortality and Morbility Statistics) con il codice 6C72, come categoria separata dalle parafilie all'interno della sessione dei disturbi del controllo degli impulsi. Secondo la definizione dell'Organizzazione mondiale della sanità (OMS), il disturbo da comportamento sessuale compulsivo (Compulsive Sexual Behaviour) è caratterizzato dal persistente fallimento di controllare i propri intensi, ripetitivi impulsi sessuali o le compulsioni ad attuare comportamenti sessuali ripetitivi. I sintomi possono manifestarsi in comportamenti ripetitivi che diventano il fulcro dell'attenzione nella vita dell'individuo al punto da indurlo a trascurare la propria salute, la cura della persona o altri interessi, attività e responsabilità; numerosi insuccessi negli sforzi di ridurre significativamente il comportamento sessuale ripetitivo; il reiterare del comportamento sessuale malgrado questo generi conseguenze negative nella vita dell'individuo, o gli rechi poca o nessuna soddisfazione. Il fallimento del controllo degli impulsi sessuali o del comportamento sessuale compulsivo deve persistere per almeno sei mesi e causare conseguenze significative all'interno della sfera personale, familiare, sociale, educativa, occupazionale o in altri importanti ambiti funzionali del soggetto. Conseguenze negative legate esclusivamente a giudizi morali o disapprovazione riguardo agli impulsi, alle compulsioni, o ai comportamenti sessuali non sono sufficienti per assolvere ai requisiti della diagnosi".
La quinta versione aggiornata del Manuale Diagnostico e Statistico dei Disturbi Mentali redatto dall'American Psychiatric Association (Diagnostic Manual of Mental Disorder, DSM-5) non include tuttavia il disturbo dell'ipersessualità nella classificazione delle malattie mentali, sebbene siano presenti le due categorie per le disfunzioni sessuali relative alla difficoltà di raggiungimento dell'orgasmo o dell'eccitazione sessuale e i disturbi parafiliaci. La comunità scientifica ha molto dibattuto infatti sul pericolo di psichiatrizzare eccessivamente comportamenti ed attitudini individuali di soggetti che hanno per natura una libido sessuale di base più elevata rispetto alla media, oppure che vivono in un contesto socioculturale in cui tali comportamenti ipersessualizzati sono comunemente accettati. Allo stesso modo, rimane controversa la questione della diagnosi differenziale, per cui il disturbo di ipersessualità, manifestandosi molto spesso in concomitanza con altri disturbi psichiatrici come il disturbo bipolare o sindromi depressive, non dovrebbe essere diagnosticato come un disturbo indipendente, bensì come sintomo secondario del disturbo dell'umore.
Gli esperti che al contrario ne sostengono l'esistenza descrivono l'ipersessualità come un'effettiva dipendenza, al pari di altre come l'alcolismo e la tossicodipendenza. L'atto, in questo caso quello sessuale, verrebbe utilizzato come unica modalità patologica per gestire lo stress o i disturbi della personalità e dell'umore.
In Italia, alcuni autori sostenitori della classificazione del disturbo individuano nella digitalizzazione della società un importante fattore patogeno, in quanto questa ha significativamente aumentato e facilitato le possibilità di fruire di servizi pornografici o condividere materiale a sfondo sessuale in rete. Oltre a ciò, Cantelmi e Lambiase attribuiscono alla trasformazione dei valori esistenziali umani in direzione dell'assimilazione degli ideali consumistici la graduale depersonalizzazione del sesso, che diventa un'attività ludica a sé stante, alienata dal coinvolgimento sentimentale verso l'altro. Secondo gli autori, l'ipersessualizzazione della società stessa, in cui il contenuto erotico fa da sfondo a gran parte dei messaggi diffusi dai media, ha contribuito ad indebolire l'inibizione del comportamento sessuale compulsivo e reiterato.

## Sintomatologia
L'ipersessualità si manifesta nell'attitudine dell'uomo o della donna a essere pronti, in qualsiasi luogo e con qualsiasi persona, a copulare oppure a praticare atti di masturbazione (a volte anche compulsiva), esibizionismo e voyeurismo. 
Tali condotte vengono perseguite nonostante il progressivo deteriorarsi di rapporti affettivi e relazionali e la compromissione di altre attività quotidiane e sociali dell'individuo. Malgrado i ripetuti tentativi di ridurre la frequenza del comportamento sessuale disfunzionale, il soggetto affetto da ipersessualità non riesce a controllare le sue compulsioni.
Il soggetto affetto da dipendenza sessuale può avere livelli più alti, rispetto alla media della popolazione, di disturbi della personalità e dell'umore quali ansia, depressione, aggressività, ossessività e compulsività.
Le conseguenze di una dipendenza sessuale possono essere molteplici, ma non necessariamente si presentano contemporaneamente in tutti i soggetti, inoltre possono essere più o meno accentuate a seconda del livello, della gravità e del tipo di dipendenza.
Tra le conseguenze indotte dalla dipendenza sessuale possono essere citate:
- Stress fisico;
- Deterioramento delle relazioni sociali;
- Diminuzione della memoria a breve termine e di sintesi;
- Opacità cognitiva e diminuzione delle abilità cognitive quali: intuito, astrazione, sintesi, creatività, concentrazione;
- Diminuzione del rendimento fisico ovvero stanchezza cronica;
- Alterazione del sonno;
- Aumento dell'ansia, senso di frustrazione, apatia;
- Disorientamento progettuale: incapacità di operare scelte importanti o di cambiamento;
- Svalutazione di sé, tristezza, malinconia e depressione, irrequietezza, isolamento sociale.

Tra le conseguenze legate specificatamente alla sessualità:
- Saturazione attrattiva e affettiva, difficoltà di innamoramento.
- Variazione delle consuete relazioni sessuali: il soggetto cerca di ricreare con il proprio partner uno schema osceno.

La dipendenza patologica è in taluni casi progressiva, aumentando di intensità col presentarsi concomitante di una forma di saturazione sessuale. Per poter soddisfare la propria pulsione può verificarsi nel soggetto la ricerca sempre più intensa di rapporti sessuali tendenti all'osceno o al perverso. Tali aspetti dovrebbero essere contestualizzati in un ambito di disagio psicologico-psichiatrico. D'altra parte, ancora oggi, l'interesse della psichiatria verso la sessualità e i problemi sessuali dei pazienti affetti da disturbi mentali è tiepido: da ciò consegue una possibile impreparazione del clinico nell'affrontare e nel gestire la dimensione sessuale del suo assistito.
Il clinico potrebbe trovarsi quindi nella disagevole condizione di utilizzare la propria esperienza come unico metro di misura del comportamento sessuale. L'evento sessuale rischia paradossalmente di essere "accettato" o "rifiutato" a seconda del fatto che sia in accordo con ciò che il clinico ritiene possa appartenere alle categorie del "buono" o del "cattivo"; in questo caso verrebbe meno una capacità di comprensione che trascenda i luoghi comuni, e che quindi possa fornire paradigmi esplicativi utili ad una gestione scientificamente corretta della domanda e del disagio sessuale del paziente disfunzionale.
Il soggetto portatore di un disturbo è innanzi tutto una persona con una propria identità, orientamento, preferenze e conflittualità inerenti alla sessualità, elementi che si articolano con le strutture psicopatologiche dei disturbi mentali e si declinano in "neosessualità", la cui complessità deve essere "interpretata" più che etichettata.

## Le basi neurobiologiche
I sostenitori della teoria della dipendenza sessuale identificano negli stessi modelli fisiologici delle dipendenze da sostanza e da gioco d’azzardo la componente organica della patologia, per cui una importante disfunzione del sistema dopaminergico e di quello serotoninergico sarebbero alla base della ricerca compulsiva e incontrollata della soddisfazione sessuale. Il neurotrasmettitore della dopamina emesso dai neuroni localizzati nel sistema limbico (nucleus accumbens) verrebbe rilasciato in maniera disregolata nei soggetti affetti dal disturbo. Questo neurotrasmettitore ha la funzione di sollecitare la messa in atto di comportamenti atti al raggiungimento del piacere, che comprendono anche quei comportamenti che nell'uomo garantiscono la sua sopravvivenza (ricerca di cibo e acqua, comportamento riproduttivo...). Seppur non ancora definitivamente convalidato da ricerche scientifiche significative, gli studiosi hanno inoltre teorizzato il coinvolgimento nell'eziologia dell'ipersessualità del neurotrasmettitore serotoninergico, ormone neuronale che fa sperimentare la sensazione di felicità, sazietà e appagamento. Partendo dai neuroni serotoninergici situati nella corteccia prefrontale, le afferenze serotoninergiche proiettano sul nucleus accumbens modulando la produzione di dopamina e regolando così l'inibizione volontaria e il controllo del comportamento. Nei soggetti affetti da patologie della disregolazione degli impulsi e del disturbo ossessivo compulsivo sarebbe proprio questa funzione ad essere inficiata.

## Teorie sull'eziopatogenesi
La causa, secondo alcuni clinici, può essere dovuta a traumi o disturbi di tipo psichico ma, più in generale, è sconosciuta come del resto lo è l'eziologia di molti altri comportamenti sessuali che differiscono dalla norma.
Per distinguere il disturbo dell'ipersessualità (o dipendenza dal sesso) da una normale attività sessuale intensa, sono stati elaborati esami e test sessuali specifici come il SAST (americano) e il SESAMO (italiano). È importante dunque conoscere questo disturbo al fine di poter identificare il più presto possibile i sintomi che lo caratterizzano ed evitare che si manifestino e prendano corpo le più gravi conseguenze della patologia che, a volte, possono intersecarsi con la devianza e arrivare a interessare, a causa dei loro acting-out, l'aspetto criminologico.
I criteri diagnostici sono simili a quelli suggeriti dal DSM per altre dipendenze.
La diagnosi clinica è resa più complessa e difficile nel caso di soggetto egosintonico, a meno che non sia egli stesso ad accusare la disfunzione (soggetto egodistonico) o un suo parente/conoscente che lo indirizzi verso un consulto specialistico.

### Teoria della dipendenza
Secondo Patrick Carnes il ciclo della Dipendenza Sessuale inizia con i Core Beliefs ("Convinzioni di base", generalmente inconsce) che il dipendente dal sesso ritiene di avere:
1. "Io sono principalmente una persona cattiva e immeritevole".
2. "Nessuno mi amerebbe per quello che sono".
3. "I miei bisogni non saranno mai soddisfatti se devo dipendere dagli altri".
4. "Il sesso è il mio bisogno più importante".

### Elaborazioni teoriche in Italia
Secondo Cantelmi e Lambiase (2015), l'eccessiva focalizzazione nella gestione della sintomatologia più eclatante e contingente della messa in atto di condotte sessuali ripetitive, compulsive e/o oscene, rischia di far perdere di vista la possibilità di inquadrare il disturbo in un'ottica più allargata, che includa il valore simbolico-esistenziale che il sesso rappresenta in quel momento per il paziente. Secondo questi Autori, massimi esponenti dell'orientamento Cognitivo Comportamentale Interpersonale, il disturbo dell'ipersessualità è da ricollegare alla disorganizzazione dei sistemi motivazionali che il soggetto ha strutturato in età evolutiva dall'interazione con le sue prime figure di accudimento. Rifacendosi agli studi sui sistemi motivazionali portati avanti da Liotti, Cantelmi e Lambiase integrano nella teoria degli schemi dei modelli operativi interni la teoria del deficit delle funzioni metacognitive elaborata dal Terzo Centro di Terapia Cognitivo Comportamentale di Antonio Semerari.
L'approccio cognitivo-evoluzionista di Giovanni Liotti, l'essere umano alla nascita ha il compito di costruire dei modelli di comportamento ricorrenti per agire nel mondo e assicurare la sua sopravvivenza. Questi schemi cognitivi corrispondono ai modelli operativi interni già definiti dallo psichiatra e psicoanalista John Bowlby, che riconobbe quanto egli si trovasse in accordo con gli studi condotti in Italia da Giovanni Liotti e Vittorio Guidano, nonostante questi ultimi fossero di orientamento cognitivista.
Gli schemi motivazionali individuati da Liotti si suddividono su tre livelli evolutivi e sono: alimentazione, respirazione, esplorazione, accoppiamento sessuale di tipo predatorio per ciò che concerne il livello più basso dell'evoluzione, quello che garantisce la sopravvivenza. Nel secondo livello, quello che riguarda il bisogno di interazione sociale, tipico della specie umana, Liotti individua l'attaccamento, la cooperazione tra pari, l'accoppiamento sessuale finalizzato alla vita di coppia, il rango sociale; al terzo livello, quello più evoluto, il linguaggio simbolico, il bisogno di conoscenza, il bisogno di attribuzione di significati, la ricerca di valori. Tutti questi modelli di spinta motivazionale sono presenti in ciascun individuo, e possono essere attivati o meno dalla situazione esterna. Secondo i due Autori, il sistema dell'attaccamento è fortemente coinvolto nell'attivazione del sistema motivazionale sessuale nei pazienti affetti dal disturbo di ipersessualità. Normalmente, l'attivazione del primo dovrebbe escludere l’attivazione dell'altro, in quanto appartenenti a due motivazioni e scopi differenti. Tuttavia i due clinici hanno osservato come nei pazienti dipendenti dall'ipersessualità, il comportamento sessuale veniva spesso attivato nei momenti di ansia, paura o frustrazione come strumento di gestione delle emozioni negative. Questo in quanto non essendo (emotivamente) disponibile la persona di accudimento da cui ricevere conforto, l'individuo ha inconsciamente "appreso" come raggiungere emozioni di benessere ed eccitazione positiva attraverso l'atto sessuale e l’orgasmo. Ciò trova conferma nelle numerose ricerche che mettono in correlazione il disturbo da dipendenza dal sesso con l'incidenza di forti esperienze traumatiche pregresse. Poiché questo meccanismo avviene a livello inconscio nel paziente, egli non riesce a comprendere e spezzare l'automatismo che lo porta a reiterare il comportamento sessuale in situazioni sconvenienti.
Cantelmi e Lambiase ritengono che la mancanza di elaborazione a livello consapevole del processo patogeno sia causata da un deficit nelle funzioni metacognitive del paziente, ossia nelle sue capacità di riflettere su se stesso, riconoscere le proprie emozioni, modularle coerentemente al raggiungimento dei propri obiettivi, mettere in atto delle strategie per regolarle efficacemente. Le funzioni metacognitive vengono costruite e riorganizzate continuamente nel corso della vita dell'individuo, a partire dalle sue prime interazioni con la figura di accudimento primaria. Attraverso il processo di rispecchiamento emotivo che quest'ultima assolve verso il bambino, egli impara a riconoscere le proprie emozioni, che a livello primordiale distingue solo in sensazioni "piacevoli" o "spiacevoli", e a riconoscere quelle degli altri. Il ricordo di queste emozioni provate nell'infanzia viene registrato all'interno della memoria implicita e preverbale del soggetto; le tracce mnestiche immagazzinate verranno successivamente riorganizzate all'interno dei sistemi motivazionali, che guideranno le modalità di comportamento dell'individuo nel momento in cui un determinato sistema verrà attivato dalla situazione esterna. Secondo i due clinici italiani, il meccanismo alla base del mantenimento della dipendenza sessuale è proprio l'attivazione del sistema motivazionale sbagliato rispetto alla richiesta dell'ambiente: nel momento in cui la situazione richiederebbe l'attivazione del sistema dell'attaccamento, che dovrebbe attivare una serie di comportamenti atti al richiamo di una figura di conforto, alla ricerca di aiuto, o alla messa in atto di altre strategie per mitigare autonomamente la paura e l'ansia, il sistema motivazionale sessuale viene attivato, spingendo il soggetto ad attuare comportamenti sessuali compulsivi.

## Terapia
Il disturbo, investendo naturalmente il campo psicologico, viene di norma affrontato con psicoterapia individuale o di gruppo, all'interno della quale viene applicato un metodo leggermente diverso da quello usato nell'astinenza (utilizzato ad es. nelle dipendenze da alcol e droghe), un procedimento che si prefigge l'obiettivo di spingere il soggetto a superare l'ossessiva percezione del bisogno e ritornare ad avere un sano rapporto con la sessualità.
Nei casi più ostinati, accanto alla psicoterapia, possono essere impiegati farmaci di tipo ansiolitico e terapie farmacologiche in grado di attenuare la libido.
L'uso del metodo dei gruppi di sostegno è ampiamente consigliato da vari terapeuti e autori internazionali. In alcune nazioni i soggetti vengono indirizzati al gruppo direttamente dai servizi sociali. In particolare negli Stati Uniti d'America ci sono casi che vengono inviati al gruppo, con frequenza obbligatoria, dai Giudici del Tribunale a seguito di avvenimenti con rilevanza giuridica.
In Italia, Cantelmi e Lambiase hanno incentrato la terapia sul colloquio motivazionale e sul recupero delle funzioni metacognitive del paziente. Nello specifico, la terapia mira ad accrescere la consapevolezza del paziente rispetto all’origine del suo disturbo e alla modalità disfunzionale con cui in lui l’eccitazione sessuale si attiva per sopperire ad altre funzioni, come ad esempio la gestione dell'angoscia, della noia, della paura di essere abbandonati. Fondamentale nell'approccio dei due autori è aiutare il paziente a riconoscere quali emozioni e quali situazioni attivano in lui l'eccitazione sessuale, al fine di poter successivamente elaborare insieme delle strategie di coping alternative. Oltre alla specificità del trauma, Cantelmi e Lambiase hanno riscontrato inoltre come anche la mancanza di un progetto di vita specifico possa essere un fattore di rischio per il disturbo di ipersessualità, che diventa in alcuni soggetti l'unico elemento unificante e continuativo dell'esistenza.

### In Italiano (in ordine cronologico)
- E. Lambiase,La dipendenza sessuale. Modelli clinici e proposte di intervento terapeutico. Roma: LAS, 2001
- E. Lambiase, Un disagio tutto da studiare. La dipendenza sessuale: definizione e diagnosi, Attualità in Logoterapia, 1, 95-109, 2001
- E. Lambiase & T. Cantelmi, Quando il sesso diventa patologico. Definizione e classificazione diagnostica della dipendenza sessuale, Giornale italiano di psicopatologia, 9, 1, supplemento, 20, 2003
- T. Cantelmi, E. Lambiase & A. Sessa, Le dipendenze comportamentali. Psicobiettivo, 24, 2, 13-28, 2004
- T.Cantelmi, E. Lambiase & A. Sessa, Quando il sesso fa male. La dipendenza sessuale, In V. Caretti e D. La Barbera (a cura di), Le dipendenze patologiche. Clinica e psicopatologia, (pp. 167–186). Milano: Raffaello Cortina Editore, 2005
- T. Cantelmi, E. Lambiase, Schiavi del sesso. Sesso patologico, eccessi, dipendenza e tecnosex, Alpes, 2015
- D. La Barbera, V. Caretti, M. La Bua ed E. Lambiase, Compulsività sessuale: un inquadramento diagnostico, clinico e psicodinamico delle dipendenze sessuali, In A. Goodman, La dipendenza sessuale. Un approccio integrato, Roma, Astrolabio, 2005
- A. Goodman, La dipendenza sessuale. Un approccio integrato, Roma, Astrolabi, .2005
- T. Cantelmi & E. Lambiase, La dipendenza da cybersesso. Dall'uso ricreativo a quello patologico delle attività sessuali online, Psicotech, 4, 4, 7-28, 2006
- F. Avenia & A. Pistuddi, Manuale sulla sexual addiction. Definizioni, diagnosi, interventi, Milano, Franco Angeli, 2007
- T. Cantelmi & E. Lambiase, Legame affettivo e comportamento sessuale. Come lo stile di attaccamento influenza il comportamento sessuale, Psicoterapia e Scienze Umane, 41, 2, 205-228, 2007
- E. Lambiase, "Cybersex, chatsex e cyberporn addiction", Giornale Italiano di Psicopatologia, 14, 1, supplemento, 192, 2008
- E. Lambiase, La dipendenza sessuale. Nuovi modelli clinici e proposte di intervento terapeutico, Roma, LAS, 2009
- T. Cantelmi & E. Lambiase, Le dipendenze comportamentali: descrizione e concettualizzazione, Mente e Cura, 1, 1-2, 49-68, 2010
- T. Cantelmi & E. Lambiase, La dipendenza da cybersesso, in Mugnaini, D., Cantelmi, T., Lambiase, E. & Lassi, S. (a cura di), Erosi dai media. Le trappole dell'ipersessualizzazione moderna, Milano, San Paolo, 2011
- E. Lambiase & T. Cantelmi, Dipendenza sessuale e metacognizione, Rivista di sessuologia clinica (articolo approvato ed in attesa di pubblicazione), 2011
- E. Lambiase & T. Cantelmi, (2011), Un caso di dipendenza sessuale: vantaggi di un'analisi condotta in termini di sistemi motivazionali e di sottofunzioni metacognitive. Psicoterapia Cognitiva e Comportamentale, 17, 1, 99-118.
- E. Lambiase, (2011). Donne e cybersesso. In T. Cantelmi & N. Grappone (a cura di). Donne che osano troppo (pp. 209–226). Roma, Magi.
- E. Lambiase, (2011). Prostituzione e pornografia per donne. In T. Cantelmi & N. Grappone (a cura di). Donne che osano troppo (pp. 65–98). Roma: Magi.
- D. Mugnaini, T. Cantelmi, E. Lambiase & S. Lassi, (a cura di) (2011), Erosi dai media. Le trappole dell'ipersessualizzazione moderna, San Paolo, Milano.

### Testi internazionali sulla dipendenza sessuale basati su ricerche scientifiche
(ordine alfabetico)
- S. Carnes, Mending a Shattered Heart, Carefree, AZ: Gentle Path Press ISBN 9780977440061, 2008
- P. Carnes, Recovery Start Kit, Carefree, AZ: Gentle Path Press ISBN 9780977440023, 2007
- P. Carnes, Facing the Shadow, Second Edition, Carefree, AZ: Gentle Path Press ISBN 9780977440009, 2005
- P. Carnes, Out of the shadows: Understanding sexual addiction, Minneapolis, MN: CompCare, 1983
- P. Carnes, Don't call it love: Recovery from sexual addiction, New York, Bantam Books, 1991
- P.Carnes, M. Adams Kenneth, Clinical Management of Sex Addiction, 2002
- Al Cooper, PhD, Cybersex: The Dark Side of The Force A Special Issue of Sexual Addiction & Compulsivity.
- Al Cooper, PhD, Sex and the Internet: A Guidebook for Clinicians
- Ralph Earle & Gregory Crow, Lonely All The Time: Recognizing, Understanding and Overcoming Sex Addiction, for Addicts and Co-Dependents New York, New York: Pocket Books 1989
- Ralph Earle & Marcus Earle, Sex Addiction: Case Studies and Management, New York: Brunner Mazel, 1995.
- Judith Feeney & Patricia Noller, Adult Attachment. Thousand Oaks, CA: Sage Publications, 1996.
- A. Goodman, Sexual Addiction: an integrated approach, Madison, CT, International Universities Press, Inc. 1998, ISBN 0-8236-6063-X
- Jennifer Schneider, M.D., Ph.D. & Robert Weiss, M.S.W., C.A.S. Cybersex Exposed.
- Charlotte Davis Kasl, Women, Sex, and Power: A Search for Love and Power, New York, NY: Harper and Row, 1990.
- Joe Kort, 10 Smart Things Gay Men Can Do To Improve Their Lives, chapter on sexual addiction relating to gay men, Alyson ISBN 1555837824, 2003
- K. McDaniel, Ready to Heal: Women Facing Love, Sex, and Relationship Addiction. Second Edition, Carefree, AZ: Gentle Path Press, ISBN 9780977440030, 2008
- H. Milkman & S. Sunderwirth, Craving for ecstasy: The consciousness and chemistry of escape, New York: Lexington Books, 1987
- Brenda Schaeffer, Is It Love or is it Addiction?, Second Edition Center City, MN: Hazelden, 1997.
- Harry W. Schaumburg, False Intimacy: Understanding the Struggle of Sexual Addiction, Colorado Springs, CO: NavPress 1997.

### Articoli su riviste scientifiche
- Saulnier, C. F., Images of the twelve-step model, and sex and love addiction in an alcohol intervention group for Black women, in Journal of Drug Issues, vol. 26, n. 1, Win 1996,  pp. 95-123.
- Treating the Sexually Addicted Client: Establishing a Need for Increased Counselor Awareness
- W Bryce Hagedorn, Gerald A Juhnke, Journal of Addictions & Offender Counseling, Alexandria, Apr 2005. Vol.25, Iss. 2; pg. 66.
- Boredom Proneness, Social Connectedness, and Sexual Addiction Among Men Who Have Sex With Male Internet Users
- Michael P Chaney, Andrew C Blalock, Journal of Addictions & Offender Counseling, Alexandria, Apr 2006.Vol.26, Iss. 2; pg. 111, 12 pgs
- SEXUAL ADDICTION AND MARRIAGE AND FAMILY THERAPY: FACILITATING INDIVIDUAL AND RELATIONSHIP HEALING THROUGH COUPLE THERAPY, Mark H Bird. Journal of Marital and Family Therapy. Upland: Jul 2006.Vol.32, Iss. 3; pg. 297, 13 pgs
- 'The snake and the seraph'--Sexual addiction and religious behaviour. Thaddeus Birchard. Counselling Psychology Quarterly. Abingdon: Mar 2004. Vol. 17, Iss. 1; p. 81
- Zoran Vukadinovic Sexual Addiction, Sexual Compulsivity, Sexual Impulsivity, or What? Toward a Theoretical Model John Bancroft, The Journal of Sex Research, New York: Aug 2004.Vol.41, Iss. 3; pg. 225, 10 pgs
- Addictions without substance series part II: Sexual addiction, Thaddeus Birchard. Drugs and Alcohol Today. Brighton: Jul 2006.Vol.6, Iss. 2; pg. 32, 3 pgs
- Patrick Carnes, Understanding sexual addiction, SIECUS (Sex Information and Education Council of the U.S.) Report. New York: Jun/Jul 2003.Vol.31, Iss. 5; pg. 5
- P. Carnes, D. Nonemaker & N. Skilling, (1991), Gender differences in normal and sexually addicted populations, American Journal of Preventive Psychiatry and Neurology, 3, 16-23.
- A. Cooper, Sexuality and the Internet: Surfing into the new millennium, CyberPsychology and Behavior, I, 187194, 1998
- A. Cooper, D. Delmonico & R. Burg, Cybersex users, abusers, and compulsives: New findings and implications, Sexual Addiction and Compulsivity, 7(1-2), 5-29, 2000
- A. Cooper, C. Scherer, S. Boies & B. Gordon, Sexuality on the Internet: From sexual exploration to pathological expression, Professional Psychology: Research and Practice, 30, 154-164, 1999
- M. Corley & J. Schneider, Disclosing secrets: Guidelines for therapists working with sex addicts and co-addicts. Sexual Addiction and Compulsivity, 9, 43-67, 2002
- D. Delmonico & P. Carnes, Virtual sex addiction: When cybersex becomes the drug of choice, CyberPsychology and Behavior, 2, 457-463, 1999
- B. Dodge, M. Reece, S. Cole & T. Sandfort, Sexual compulsivity among heterosexual college students, Journal of Sex Research, 41, 343-350, 2004
- R. Eisenman, M. Dantzker & L. Ellis, Self-ratings of dependency/addiction regarding drugs, sex, love, and food: Male and college female students Sexual Addiction and Compulsivity, 11, 115-127, 2004
- M. Griffiths, Sex on the Internet: Observations and implications for Internet sex addiction, Journal of Sex Research, 38, 333-342, 2001
- M. Kafka & J. Hennen, The paraphilia-related disorders: An empirical investigation of nonparaphilic hypersexuality disorders in outpatient males, Journal of Sex and Marital Therapy, 25, 305-319, 1999
- M. Kafka & R. Prentky, A comparative study of nonparaphilic sexual addictions and paraphilias in men, Journal of Clinical Psychiatry, 53, 345-350, 1992
- S. Kalichman & D. Cain, The relationship between indicators of sexual compulsivity and high risk sexual practices among men and women receiving services from a sexually transmitted infection clinic, Journal of Sex Research, 41, 235-241, 2004
- Joe Kort, Covert Cultural Sexual Abuse of Gay Male Teenagers Contributing to Etiology of Sexual Addiction, Sexual Addiction and Compulsivity, Vol 11, 287-300, 2004
- M. Quadland, Compulsive sexual behavior: Definition of a problem and an approach to treatment, Journal of Sex and Marital Therapy, II, 121-132, 1985
- M. Raviv, Personality characteristics of sexual addicts and pathological gamblers, Journal of Gambling Studies, 9, 17-31, 1993
- M. Reece & B. Dodge, Exploring indicators of sexual Compulsivity among men who cruise for sex on campus, Sexual Addiction and Compulsivity, II, 87-113, 2004
- C. Ross, A qualitative study of sexually addicted women. Sexual Addiction and Compulsivity, 3, 43-53, 1996
- J. Schneider, A qualitative study of cybersex participants: Gender differences, recovery issues, and implications for therapists, Sexual Addiction and Compulsivity, 7, 249-278, 2000a
- J. Schneider,  Effects of cybersex addiction on the family: Results of a survey, Sexual Addiction and Compulsivity, 7, 31-58, 2000b
- J. Schneider & B. Schneider, Marital satisfaction during recovery from self-identified sexual addiction among bisexual men and their wives, Journal of Sex and Marital Therapy, 16, 230-250, 1990b
- J. Schneider & B. Schneider, Couple recovery from sexual addiction/co-addiction: Results of a survey of 88 marriages, Sexual Addiction and Compulsivity, 3, 111-126, 1996
- S. Schwartz & J. Abramowitz, Are nonparaphilic sexual addictions a variant of obsessive-compulsive disorder? A pilot study, Cognitive and Behavioral Practice, 10, 372-377, 2003
- D. Sprenkle, Treating a sex addict through marital sex therapy. Family Relations, Journal of Applied Family and Child Studies, 36, 11-14, 1987
- S. Swisher, Therapeutic interventions recommended for treatment of sexual addiction/compulsivity, Sexual Addiction and Compulsivity, 2, 31-39, 1995
- M. Wan, R. Finlayson & A. Rowles, Sexual dependency treatment outcome study, Sexual Addiction and Compulsivity, 7, 177-196, 2000
- D. Weiss, The prevalence of depression in male sex addicts residing in the United States, Sexual Addiction and Compulsivity, II, 57-69, 2004
- K. Young, E. Griffin-Shelley, A. Cooper, J. O'Mara & J. Buchanan, Online infidelity: A new dimension in couple relationships with implications for evaluation and treatment, Sexual Addiction and Compulsivity, 7, 59-74, 2000
- V. Yoder, T. Virden & K. Amin, Internet pornography and loneliness: An association?, Sexual Addiction and Compulsivity, 12, 19-44, 2005
- Kreuger, R. B., & Kaplan, M. S., Treatment resources for the paraphilic and hypersexual disorders, in Journal of Psychiatric Practice, vol. 8, n. 1, gennaio 2002,  p. 59, DOI:10.1097/00131746-200201000-00010.
- Krueger, R. B., & Kaplan, M. S., Book Review: Clinical Management of Sex Addiction, in Journal of Sex & Marital Therapy, vol. 31, n. 5, Oct-December 2005,  pp. 448-450, DOI:10.1080/00926230500189307.
- Laaser, M. R., Recovery for couples, in Sexual Addiction & Compulsivity, vol. 3, n. 2, 1996,  pp. 97-109, DOI:10.1080/10720169608400105.
- Nunez, J., Outpatient treatment of the sexually compulsive ephebophile, in Sexual Addiction & Compulsivity, vol. 10, n. 1, gennaio 2003,  pp. 23-51, DOI:10.1080/10720160309047.
- Parker, J., & Guest, D., Individualized sexual addiction treatment: A developmental perspective, in Sexual Addiction & Compulsivity, vol. 10, n. 1, gennaio 2003,  pp. 13-22, DOI:10.1080/10720160309044.
- Schneider, J. P., & Schneider, B. H., Couple recovery from sexual addiction/coaddiction: Results of a survey of 88 marriages, in Sexual Addiction & Compulsivity, vol. 3, n. 2, 1996,  pp. 111-126, DOI:10.1080/10720169608400106.
- Understanding Compulsive Masturbation - Article By Robert Weiss, LCSW, CAS, CSAT and Leslie Fisher, MSW, LISAC, CSAT – Sexual recovery Institute.